# Kurt Diebner
Kurt Diebner (13 mai 1905 à Obernessa – 13 juillet 1964 à Oberhausen) était un physicien allemand. Durant la Seconde Guerre mondiale, il fut membre du projet nucléaire allemand dans l'Allemagne nazie, afin de développer des armes nucléaires à partir d'uranium enrichi. Il est directeur de recherche dans de multiples laboratoires du HWA (Heereswaffenamt, bureau du matériel de guerre) de 1940 notamment près du camp de concentration d' Ohrdruf où certains prisonniers auraient servi de cobaye. Arrêté en 1945, il fut placé en internement à Farm Hall.